# Historia Plantarum universalis
Historia Plantarum universalis es un libro con ilustraciones y descripciones botánicas que fue escrito por el botánico y médico suizo Johann Bauhin.
Historia plantarum universalis, es un tratado de todo lo que sobre Botánica era conocido en su tiempo, se describían 5.000 especies y aunque estaba incompleta a su muerte se fue publicando en Yverdon entre los años 1650-1651.